# Fiat 514

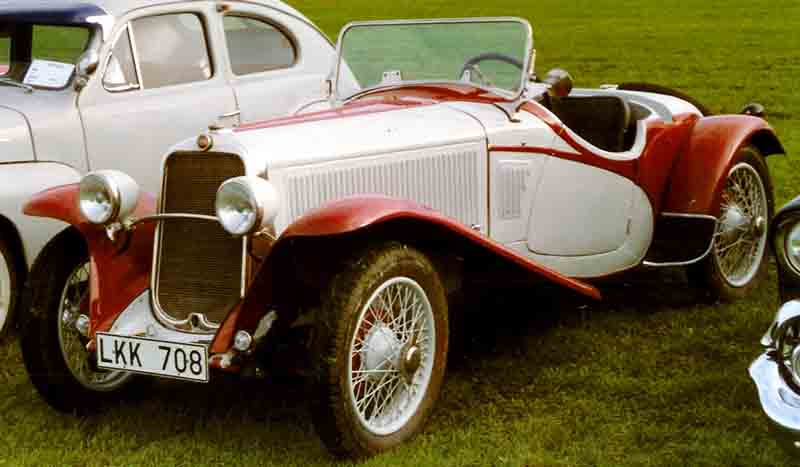
Fiat 514 CA Spider de 1931

La Fiat 514 est une automobile fabriquée par le constructeur italien Fiat entre 1929 et 1932.
Remplaçante de la Fiat 509, première véritable voiture compacte jamais construite, et qui connut un énorme succès commercial car largement exportée, la nouvelle Fiat 514 fut aussi déclinée en version spécifique pour les taxis en version allongée 514 L. Trois versions sportives furent également proposées : 514S, la 514MM (Mille Miglia) et 514CA (Coupe des Alpes).
Équipée d'une moteur Fiat type 114, 4 cylindres en ligne de 1 438 cm3 développant 28 ch, ce fut la voiture moyenne par excellence. Elle fut construite à 36 970 exemplaires dans sa version de base plus 1 370 exemplaires en version L pour taxi.
C'est la Fiat 508 Balilla qui lui succédera dans la gamme Fiat.
La Fiat 514 CA était équipée d'une batterie pour l'allumage et d'un servofrein à dépression. Elle pouvait atteindre la vitesse de 80 km/h dans la version berline et la version sport dépassait 105 km/h.

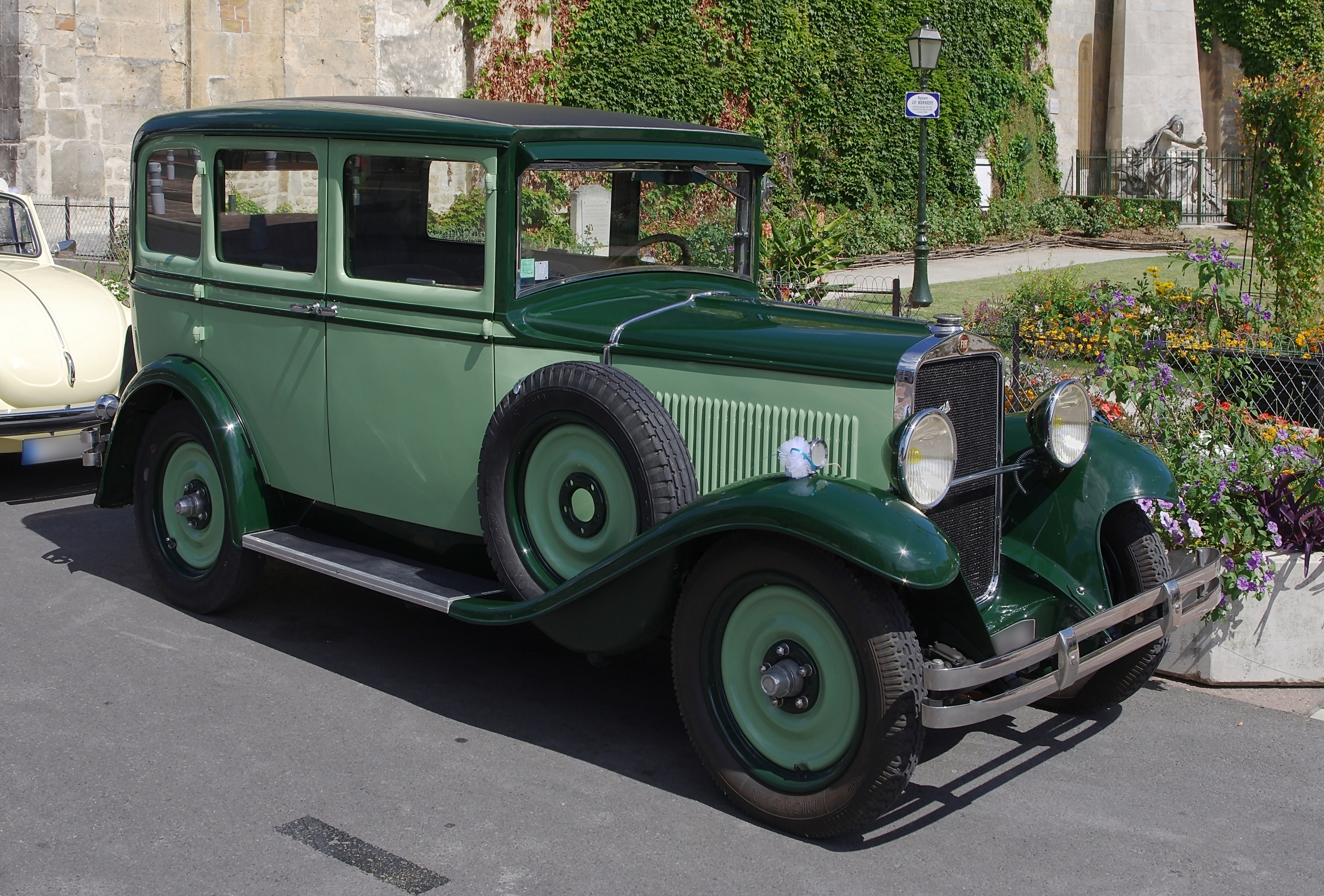
Fiat 514 L taxi à Angoulème

## La version espagnole: Hispano 514
La Fiat 514 a également été fabriquée en Espagne par Fiat Hispania sous licence Fiat Italie, dans l'usine de Guadalajara rachetée à Hispano-Suiza en 1930. 300 exemplaires ont été fabriqués entre 1933 et 1935. L'usine sera bombardée et détruite en 1936 et jamais reconstruite. En 1950, Fiat investira d'importantes sommes d'argent pour la création de Seat et son usine de Barcelone.

## Les motorisations de la Fiat 514
| Modèle   | Années  | Moteur                                                  | Cylindrée | Puissance | Alimentation             |
| -------- | ------- | ------------------------------------------------------- | --------- | --------- | ------------------------ |
| 514      | 1929-32 | Fiat 114 - 4 cylindres en ligne avec soupapes latérales | 1 438 cm3 | 28 HP     | carburateur simple corps |
| 514 S    | 1929-32 | Fiat 114 - 4 cylindres en ligne avec soupapes latérales | 1 438 cm3 | 35 HP     | carburateur simple corps |
| 514 S MM | 1930-32 | Fiat 114 - 4 cylindres en ligne avec soupapes latérales | 1 438 cm3 | 37 HP     | carburateur simple corps |

## La version Fiat 514 F - utilitaire

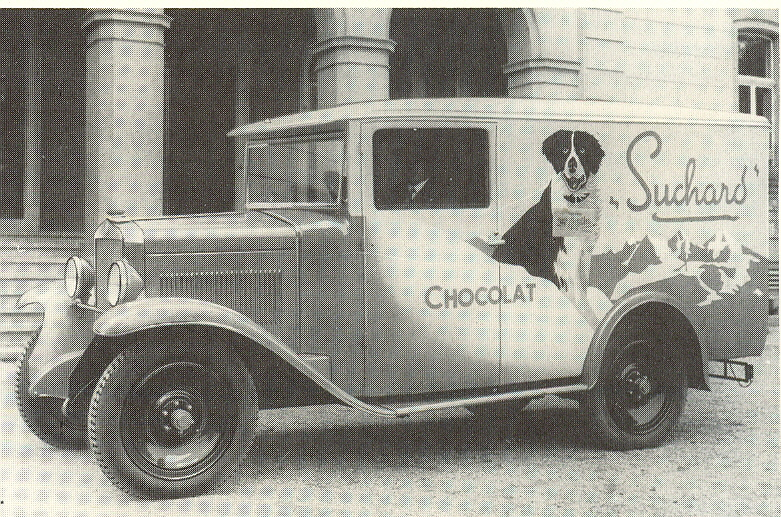
Fiat 514F fourgonnette de 1929

Comme de coutume, le constructeur italien a décliné une version utilitaire dérivée de la berline. Cette version restera en fabrication le temps de la berline puis sera remplacée par le Fiat 614, qui conservera le même moteur mais offrira une gamme complète avec fourgon, camionnette plateau avec benne basculante ou plateau fixe.